# Топонимия Испании

Административное деление Испании

Топонимия Испании (исп. Toponimia de España) — совокупность географических названий, включающая наименования природных и культурных объектов на территории Испании. Структура и состав топонимии региона обусловлены его географическим положением и богатой историей. Среди ведущих исследователей испанской топонимии — Жуан Куруминас-и-Виньо, Рамон Менендес Пидаль, М. Асин Паласиос, А. Льоренте Мальдонадо де Гевара, Э. Мореу-Рей и другие.

## Состав топонимии
Исторически в топонимии Испании, как и всего Пиренейского полуострова, выделяются следующие большие группы:
- иберийский пласт
- древнекельтский пласт
- финикийский пласт
- римский, или латино-романский пласт
- германский (вестготские и вандальские топонимы) пласт
- арабский пласт
- собственно испанский пласт — современные (кастильские, каталонские или валенсийские, галисийские, баскские и т. д.) топонимы.

Некоторые исследователи выделяют в качестве отдельной страты также гуанчские (или канарские) топонимы.
В топонимии Испании представлены разные типы географических названий, в том числе:
- антропотопонимы — названия, образованные от личных имён людей, например Седави (араб. بَبي سيدبي‎ banī Sīdabī, «сыновья Хативы»)[4];
- хромотопонимы — производные от терминов, обозначающих цвета, например Велес-Рубио (буквально: «белокурый велес») или Пенья-Роха[исп.] (буквально: «красная Пенья»);
- фитотопонимы — производные от названий деревьев, растений, цветов, лесов и т. д., как, например, Авельянеда (от исп. avellano — «орешник»);
- гидронимы — названия рек, ручьев, озёр, прудов, источников, колодцев и производные от них, например Альсира (араб. الجزيرة‎ al-ĝazīratu, «остров»)[5] или Гуадикс (араб. وَادي أَش‎, wādī ʾaš, «река Аш», лат. Acci);
- агиотопонимы — происходит от имён святых, таких как Сантандер (* Sant Andero, * Sanct Endere, лат. Sancti Emetherii) или Сантьяго-де-Компостела;
- оронимы — происходят от названий форм рельефа, например Пуиг или Пуч («гора») или Альбасете (араб. ألبسيط‎, «аль-Басит» — «равнина»);
- зоотопонимы — происходят от названий животных, таких как Кольменар-Вьехо (букв. «Старая пасека») или Себрерос.

### Предримская топонимия

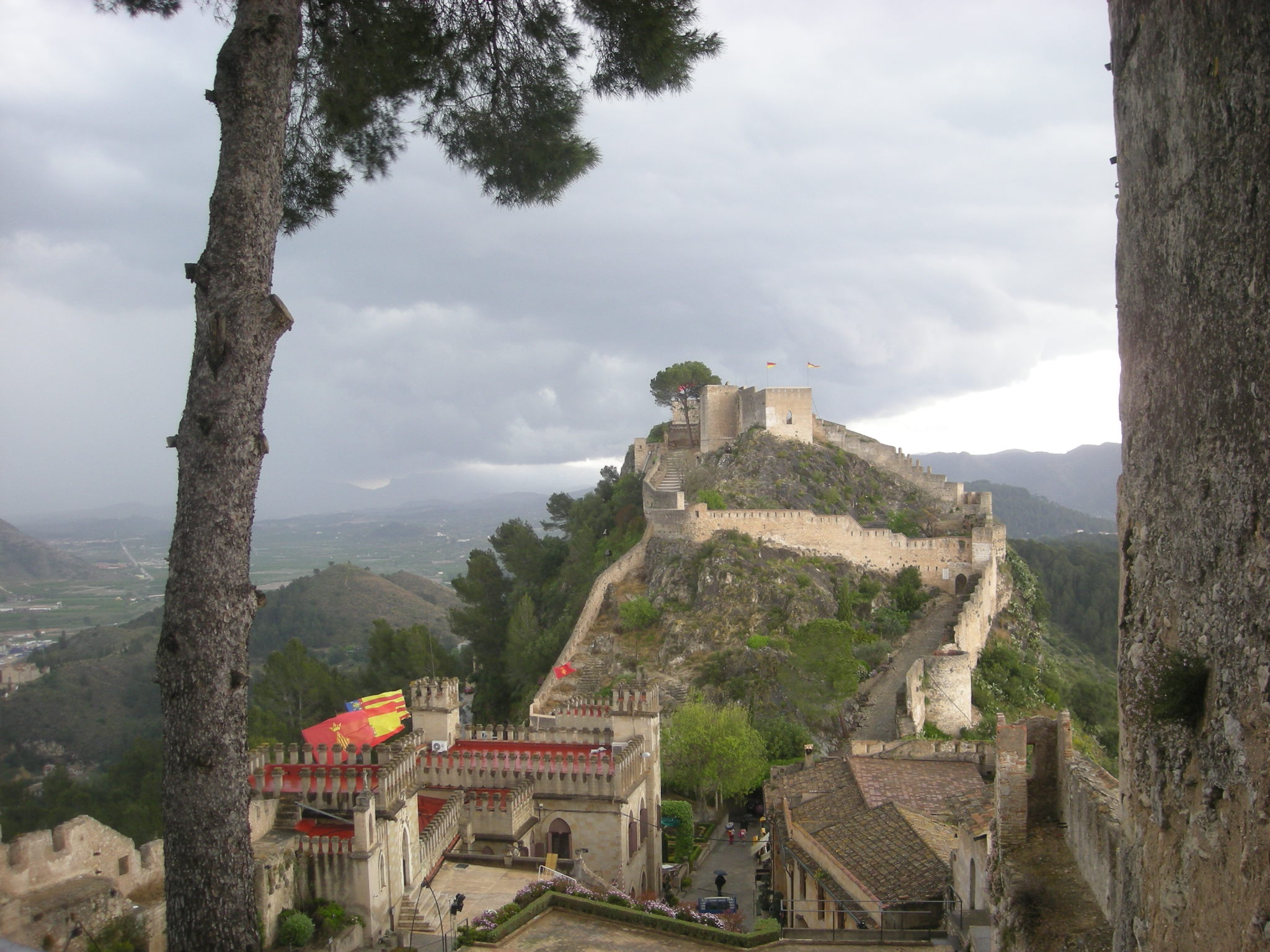
Замок в Хативе, где располагался иберский город Саити.

Письменные упоминания о первых географических названиях на территории современной Испании содержатся в трудах греков, финикийцев и карфагенян, а также римских авторов. Предримские топонимы — географические названия, которые существовали до римского завоевания Пиренейского полуострова, имеют происхождение как от языков автохтонного населения (иберийцев, тартессийцев, кельтиберов, васконов и т. д.), так и колонизаторов (в основном — финикийцев, карфагенян и греков).
Древнейшим пластом доримской топонимии лингвисты считают иберийский. Иберийские топонимы не всегда поддаются этимологизации (например, гидронимы Тахо (в Португалии-Тежу), Эсла, ойконимы Миньо, Саламанка); регион Астурия получил название от гидронима Астура — «скалистая вода», Арагон — «маловодный».
В настоящее время лингвисты почти полностью отказались от баско-иберской гипотезы, согласно которой баскский язык является потомком вымерших иберских языков, и, соответственно, некоторые баскские топонимы имеют иберское происхождение. Баскские топонимы имеются на севере (например, Пиренеи — от pyren — «гора», Наварра — от nava — «равнина», Андорра — от andurrial — «пустошь»). Баскское происхождение имеют компоненты «aran» («долина») в топонимах Арес-дель-Маэстре и Арас-де-лос-Ольмос, а также «ondar» («песок») в топонимах Ондара и Онда, «sagar» («яблоко») в Сегарра, и других. С другой стороны, на предримское происхождение ряда топонимов указывают повторяющиеся элементы слов, главным образом суффиксы. Например, суффикс -esa, который фигурирует в таких топонимах как Оропеса, Карпеса, Монтеса, Пуэбла-Торнеса и других. Суффикс -uba фигурирует в названиях Ятова, Гатова, Энова и других. Происхождение и значение ряда предримских топонимов до настоящего времени не установлено, среди них Аревало, Арганса, Бадалона (вероятно, от Βαιτουλῶν [Baitoulōn], упомянутого Птолемеем), Барсена, Каравака, Хатива (<валенс. Xàtiva, <араб. شاطبة‎, Ŝāṭibat, <лат. Saitabi, <ибер. Saiti), Саламанка, Сория, Тормес, Турия (от древнекельтского форманта tur-, который также присутствует в топонимах Турдетания и Тартесс).

### Германская топонимия
Общее число топонимов германского происхождения (вестготских и вандальских) на Пиренейском полуострове, по оценкам экспертов, превышает 2 тысячи. Среди них такие как Года, Готонес, Аланис, Андалузия («земля вандалов»), Катадау (<Cat Daur, «собственность Даура»), Кастрохерис (германский антропоним, которому предшествовало прозвище «Кастро»), Лубьян, Мондарис, Ресмондо, Рикла, Виллабермудо и Вамба (последнее название, предположительно, восходит к королю вестготов VII века Вамбе).

### Гуанчская топонимия

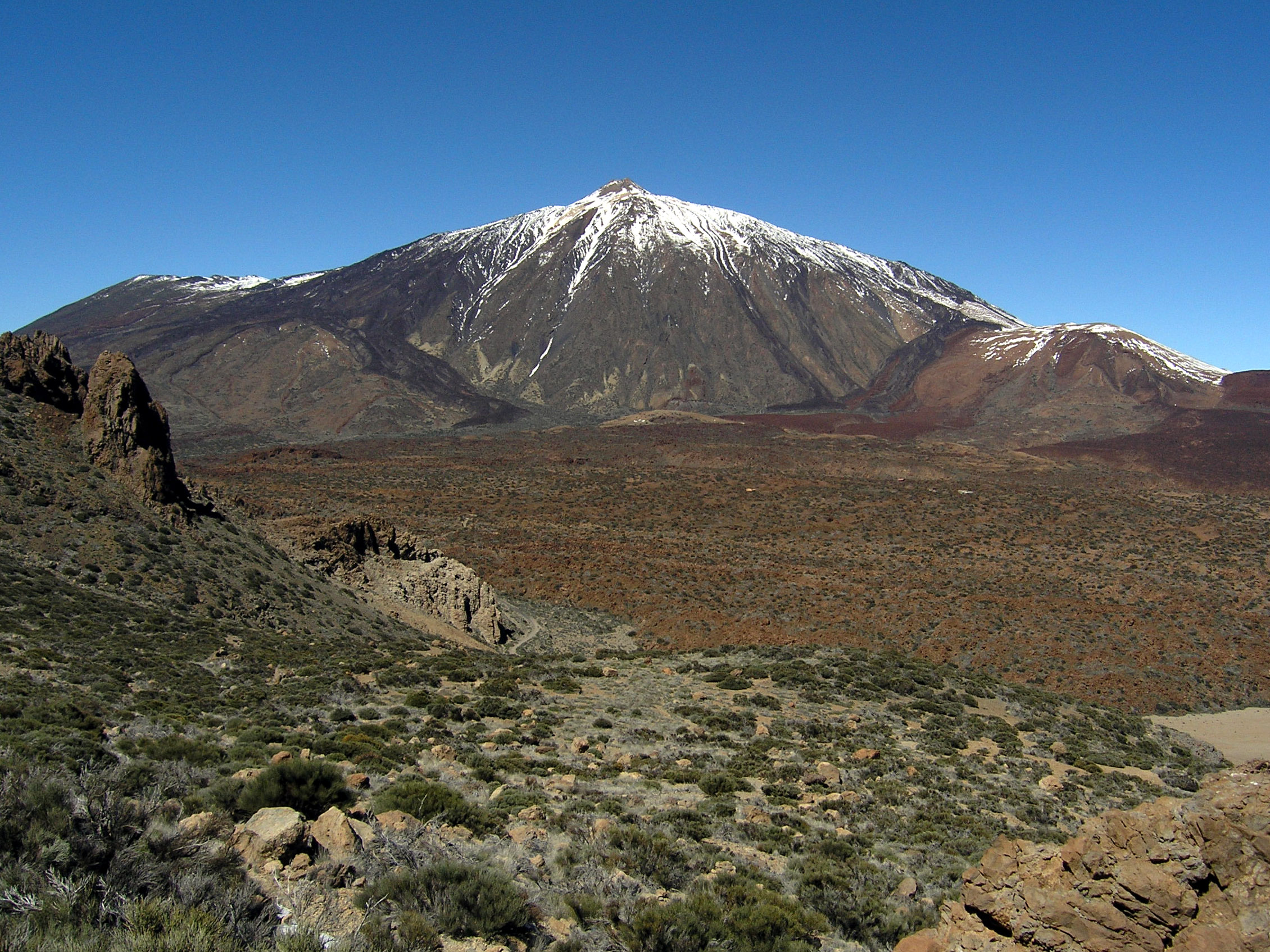
Вулкан Тейде, давший название острову Тенерифе.

Канарские острова до испанского завоевания XV века были заселены в основном берберскими народами — гуанчами, и местная топонимия имела исключительно гуанчское происхождение. Как следствие ассимиляции с испанским населением язык гуанчский язык исчез, а географические названия стали «кастилизованными», в то же время многие из них сохраняют гуанчское происхождение, например, Гарачико, Гарафия, Ла-Гуанча, Ла-Оротава, Тейде и Тенерифе (гуанч. «tene ife» — «белая гора»).

## Топонимическая политика
Вопросами топонимической политики в Испании занимается созданная в 2007 году Специальная комиссия по географическим названиям (исп. Comisión Especializada de Nombres Geográficos),.

### на русском языке
- Басик С. Н. Общая топонимика. — Минск: БГУ, 2006. — С. 200.
- Меняйлова Д.Б. Испанские ойконимы в  исторической перспективе.
- Меняйлова Д.Б. Испанские топонимы сквозь призму ономасиологии и семасиологии // Вестник Воронежского государственного технического университета. — 2013.
- Инструкция по русской передаче географических названий стран испанского языка / Сост. И. П. Литвин; Ред. К. Т. Бойко. — М., 1975. — 108 с.
- Сударь Г.С. Испанская топонимия. — М.: РосНОУ, 2007. — 250 с. — ISBN 978-5-89789-028-6.
- Словарь географических названий зарубежных стран / А. М. Комков. — М.: Недра, 1986. — 459 с.

### на испанском языке
- Gran Enciclopedia Temática de la Comunidad Valenciana. Ciencias. — Editorial Prensa Valenciana, 2009. — Т. Geografia.
- Juan Piqueras Haba. Geografia de les comarques valencianes. — València: Foro, 1995. — Т. 3. — ISBN 84-8186-021-2.
- Gran Enciclopedia Temática de la Comunidad Valenciana. — Editorial Prensa Valenciana, 2009. — Т. Historia.
- Abreu Galindo FR. J. Historia de la conquista de las siete islas de Canaria. — Goya, 1977. — ISBN 978-84-400-3645-2.
- Bethencourt Alfonso, Juan. Historia del pueblo guanche. — Francisco Lemus Editor SL, 1997. — ISBN 978-84-87973-10-9.